# Aqüeducte de Pontcysyllte
L'aqüeducte de Pontcysyllte (nom complet en gal·lès: Traphont Ddŵr Pontcysyllte; pronunciat: pɔntkəsəɬtɛ) és un aqüeducte navegable que porta el canal de Llangollen, sobre la vall del riu Dee, entre els pobles de Trevor i Froncysyllte, al comtat de Wrexham al nord del País de Gal·les. Culminat el 1805, és l'aqüeducte més llarg i alt del Regne Unit. Està classificat amb el Grau I (edifici d'interès excepcional del Regne Unit) i inscrit a la llista del Patrimoni de la Humanitat de la UNESCO des del 2009.
L'aqüeducte, construït per Thomas Telford i William Jessop, té 306,93 m de longitud, 3,35 m d'amplària i 1,6 m de profunditat. Consisteix en un canal de ferro colat recolzat (38 m sobre el riu) en costelles arquejades d'acer i divuit pilars de maçoneria, cadascun d'ells amb una llum de 16,0 m. Va ser inaugurat el 26 de novembre de 1805; havia costat al voltant de deu anys dissenyar-lo i construir-lo amb un cost total de 47.000 £.

## Galeria d'imatges

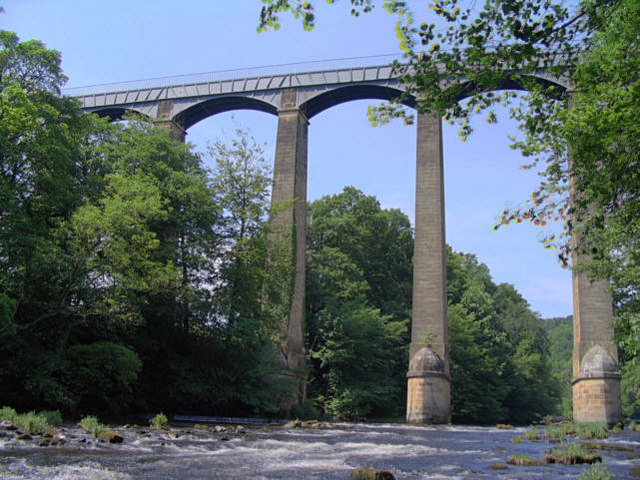
El riu Dee fluint sota l'aqüeducte de Pontcysyllte
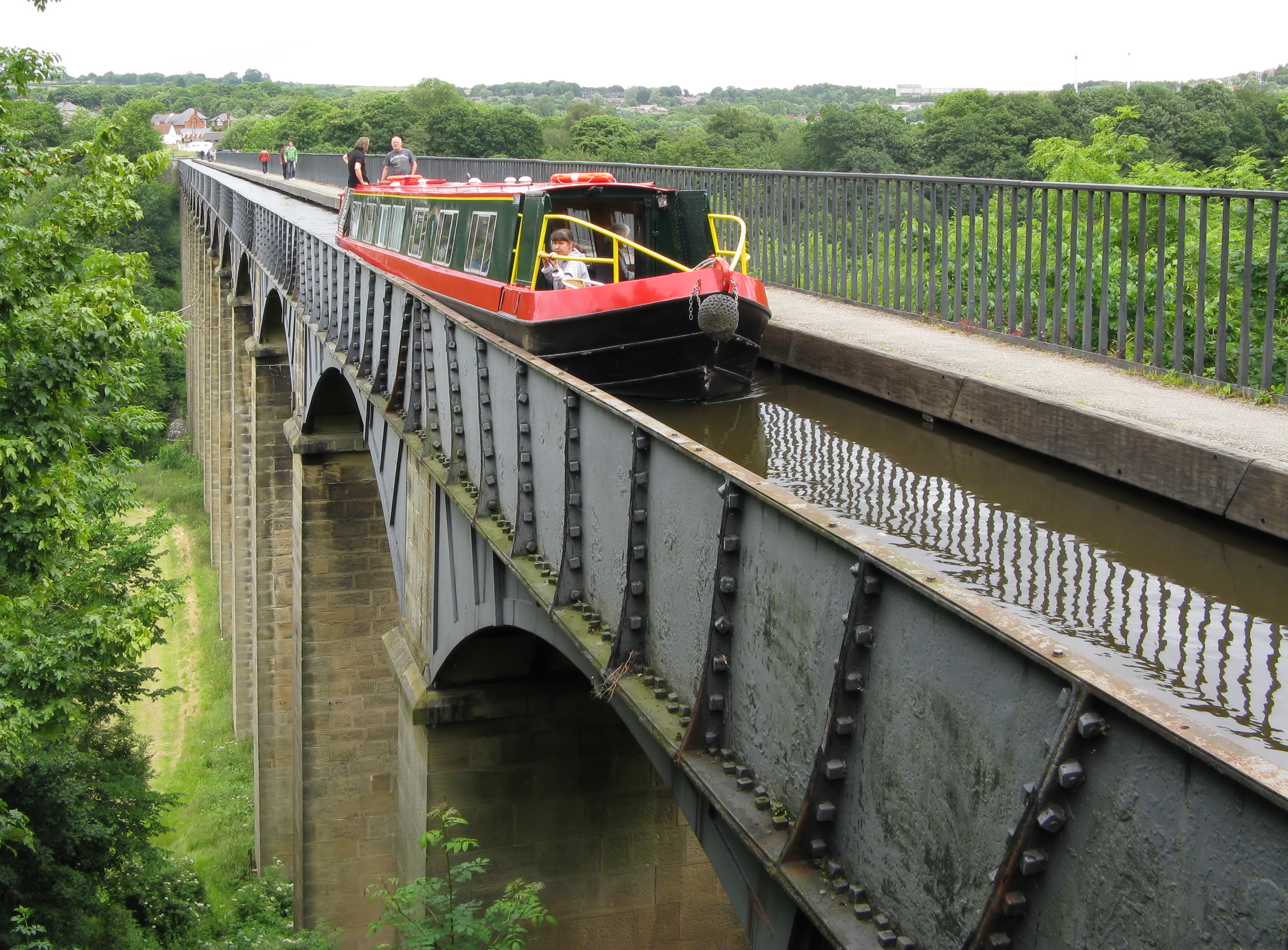
Una embarcació recorre el canal, travessant l'aqüeducte
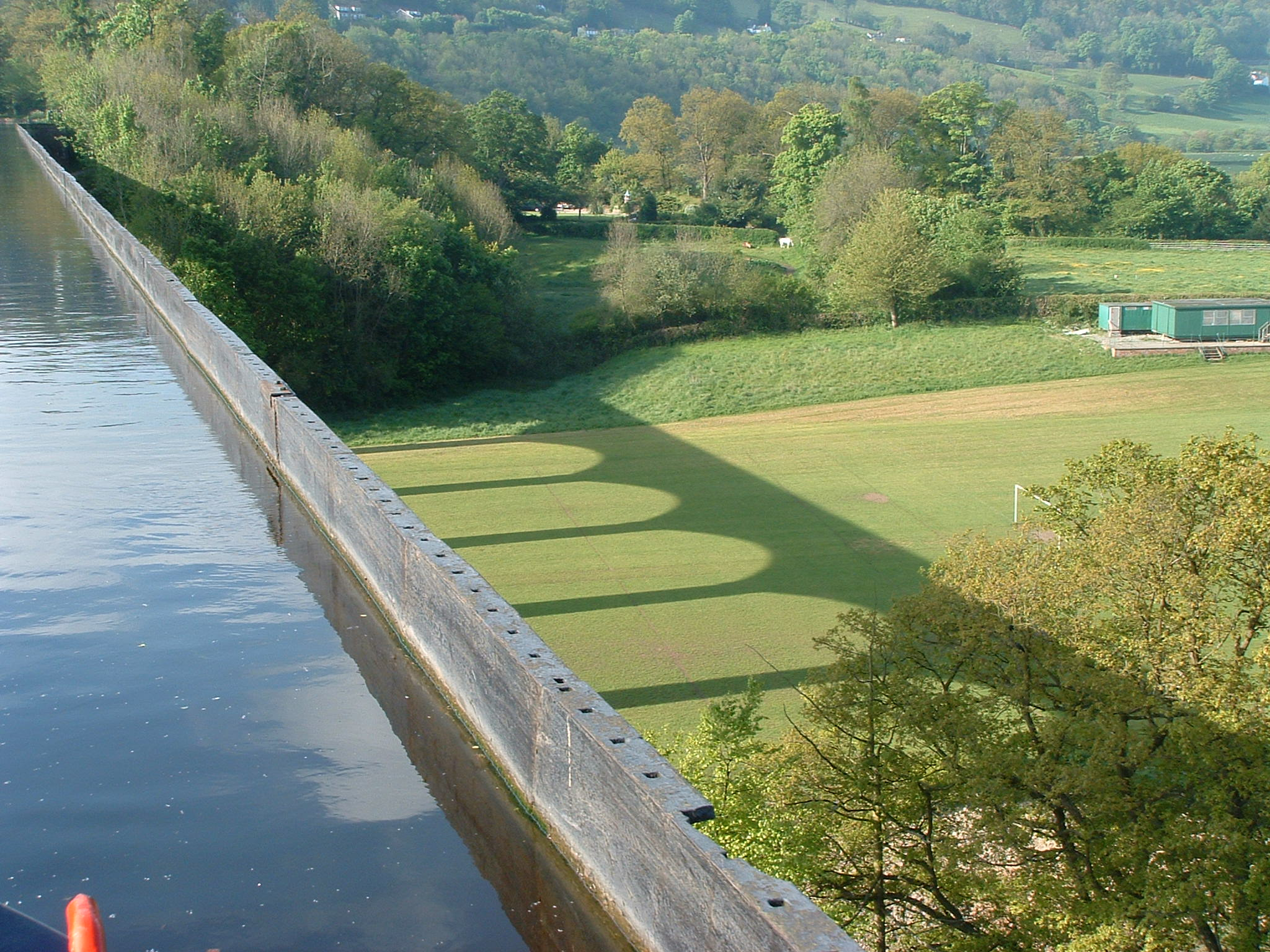
Vista de la vall del Dee des de l'aqüeducte